# 젤레

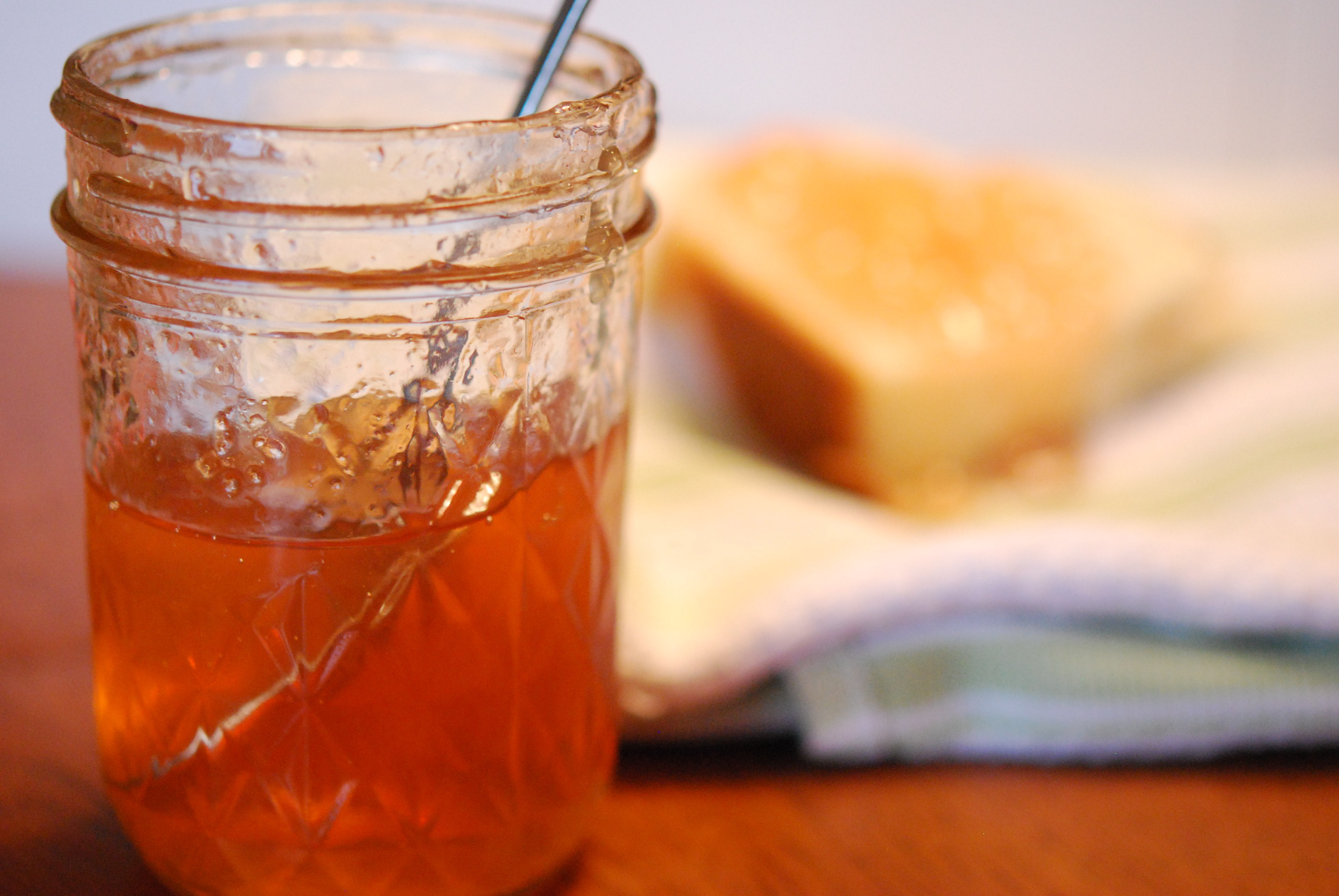
사과 젤레

펙틴 분자 구조

젤레(gelée)는 과즙에 설탕을 넣어 졸여 만든 투명한 스프레드이다. 과육을 함께 졸여 만든 잼과 구분된다. 주로 과즙 속 펙틴으로 점도를 잡는데, 포도 등 펙틴이 적은 과일을 쓸 경우에는 펙틴을 따로 추가해 만들기도 한다.

## 이름
"젤레"의 어원은 프랑스어 "줄레(gelée)"이다. 미국과 캐나다 등지에서는 "젤리(jelly)"라 부르며, 젤라틴을 넣어 만든 후식인 "젤리"와 혼동되기도 한다.

## 같이 보기
- 잼
- 젤리
- 콘서브
- 프리저브
- 피넛 버터 앤드 젤리 샌드위치